# Буджагалі (ГЕС)
ГЕС Буджагалі - ГЕС, 3-я ступінь верхньої частини каскаду гідроелектростанцій на річці Вікторія-Ніл (Білий Ніл),  на місці затопленого водоспаду Буджагалі, Уганда. Будівництво розпочалося в 2007 році і завершено в 2012 році, ГЕС було офіційно відкрито 8 жовтня 2012 року.
Потужність електростанції становить 250 МВ. Оператором станції на липень 2014 року є Bujagali Energy Limited, генпідрядником будівництва - Salini Impregilo.
Кошторис будівництва греблі і ГЕС становив US$800 million. Ще $ 62 млн було витрачено на будівництво лінії електропередачі високої напруги (завдовжки 80 км) від Джинджі до Каванда біля Кампали.

## Ресурси Інтернету
- Bujagali Energy Company Homepage
- AKFED Homepage [Архівовано 4 квітня 2016 у Wayback Machine.]
- Sithe Global Homepage [Архівовано 15 травня 2009 у Wayback Machine.]
- Bujagali Will Double Uganda's Electric Output [Архівовано 15 травня 2009 у Wayback Machine.]